# Nsanga mahmoodi
Nsanga mahmoodi är en insektsart som beskrevs av Irena Dworakowska 1974. Nsanga mahmoodi ingår i släktet Nsanga och familjen dvärgstritar. Inga underarter finns listade i Catalogue of Life.